# Idomacromia jillianae
Idomacromia jillianae là một loài chuồn chuồn ngô thuộc họ Corduliidae. Nó là loài đặc hữu của Uganda. Môi trường sống tự nhiên của nó là các khu rừng đất thấp ẩm nhiệt đới và cận nhiệt đới. Nó bị đe dọa do mất môi trường sống.